# Рятамак
Рятама́к (рос. Рятамак, башк. Рәтамаҡ) — село у складі Єрмекеєвського району Башкортостану, Росія. Адміністративний центр та єдиний населений пункт Рятамацької сільської ради.
Населення — 776 осіб (2010; 824 в 2002).
Національний склад:
- башкири — 78 %